# Saint-Robert (Corrèze)

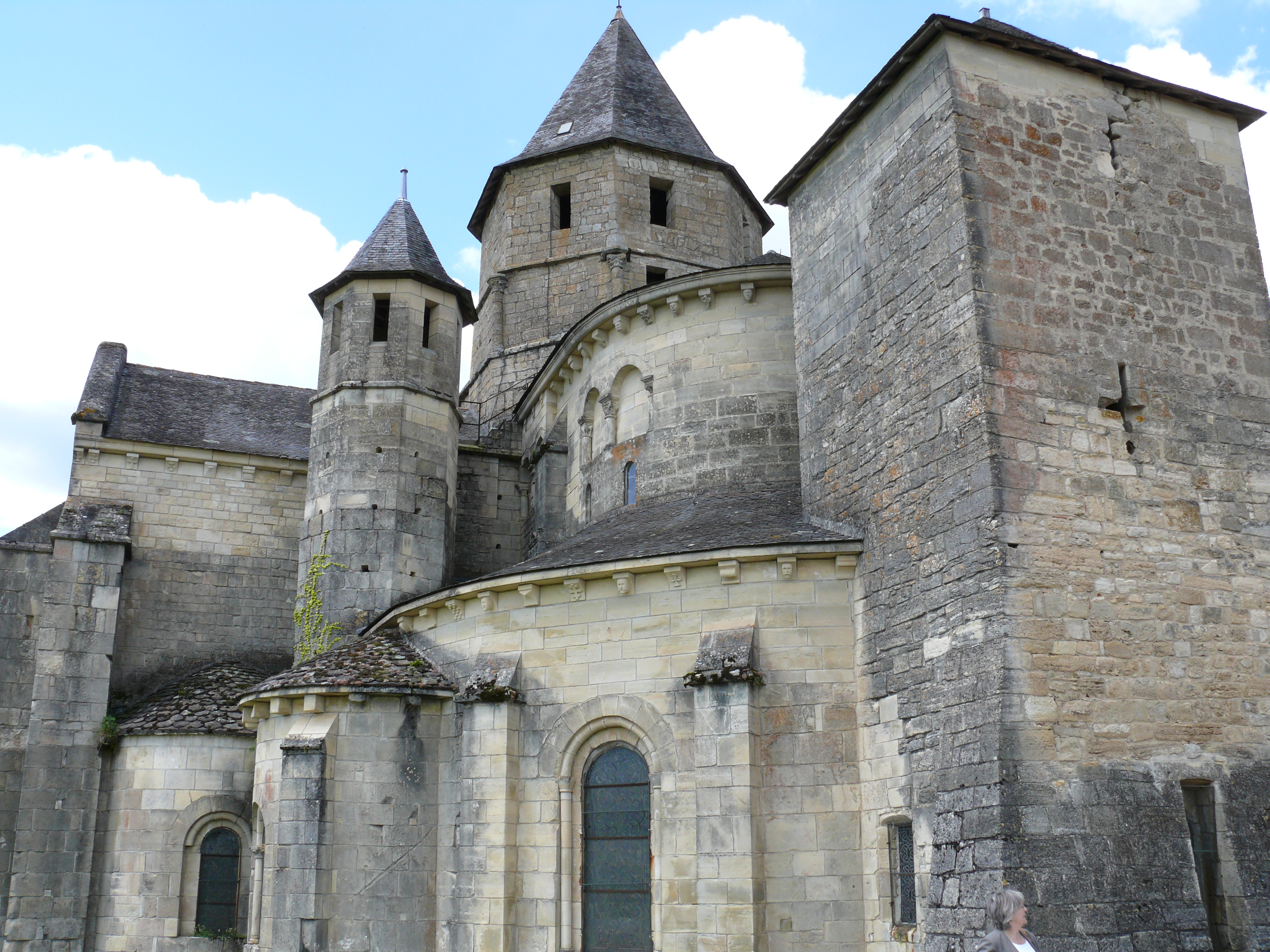
Kościół w Saint-Robert, 2009

Saint-Robert – miejscowość i gmina we Francji, w regionie Nowa Akwitania, w departamencie Corrèze.
Według danych na rok 1990 gminę zamieszkiwało 331 osób, a gęstość zaludnienia wynosiła 54 osoby/km² (wśród 747 gmin Limousin Saint-Robert plasuje się na 337. miejscu pod względem liczby ludności, natomiast pod względem powierzchni na miejscu 631.).